# ورزشگاه المپیک شمکر
ورزشگاه المپیک شمکُر (به ترکی آذربایجانی: Şəmkir şəhər Olimpiya İdman Kompleksinin stadionu) یک ورزشگاه چندمنظوره در شهر شمکر در جمهوری آذربایجان است که در سال ۲۰۰۹ میلادی افتتاح شد. این ورزشگاه بیشتر برای مسابقات فوتبال استفاده می‌شود و ورزشگاه خانگی باشگاه فوتبال شمکر در لیگ دسته اول فوتبال جمهوری آذربایجان است. این ورزشگاه گنجایش ۲۰۰۰ تماشاگر را دارد.